# Andrew Irvine
Andrew "Sandy" Irvine (Birkenhead, 8 de abril de 1902 – Monte Everest, 8 de junho de 1924) foi um dos alpinistas (o outro foi George Mallory) que tentaram realizar a primeira ascensão do Monte Everest. Irvine era um esportista e brilhava no Remo, tendo sido membro da equipe que ganhou a Oxford and Cambridge Boat Race em 1923.
Enquanto tentava a primeira subida do Monte Everest, ele e seu parceiro de escalada George Mallory desapareceram em algum lugar no alto da cordilheira nordeste da montanha. Os dois foram vistos vivos pela última vez a algumas centenas de metros do cume, e não se sabe se um ou ambos chegaram ao cume antes de morrerem. O corpo de Mallory foi encontrado em 1999, mas o corpo de Irvine nunca foi encontrado.
Em setembro de 2024, durante um documentário da National Geographic, uma equipe de alpinistas, liderada pelo aventureiro Jimmy Chin, encontrou o pé de Andrew Irvine, que apareceu devido ao derretimento do gelo em uma geleira.

## Expedição Everest
Em 1923, Irvine participou da Merton College Arctic Expedition to Spitsbergen, onde se destacou em todas as frentes. O líder da expedição, Noel Odell, e ele descobriram que haviam se encontrado antes, em 1919, em Foel Grach, uma montanha galesa de 3 000 metros de altura, quando Irvine havia montado sua moto até o topo e surpreendeu Odell e sua esposa Mona, que a escalaram a pé.  Posteriormente, por recomendação de Odell, Irvine foi convidado a se juntar à próxima terceira expedição britânica ao Monte Everest, alegando que ele poderia ser o "super-homem" que a expedição sentia que precisava. Na época, ele ainda era um estudante de graduação de 21 anos.
Irvine partiu para o Himalaia de Liverpool a bordo da SS California em 29 de fevereiro de 1924, juntamente com três outros membros da expedição, incluindo George Mallory. Mallory mais tarde escreveu para sua esposa que Irvine "poderia ser confiado para qualquer coisa, exceto talvez conversa".
Durante a expedição, ele fez grandes e cruciais inovações para os conjuntos de oxigênio projetados profissionalmente da expedição, melhorando radicalmente sua funcionalidade, leveza e força. Ele também manteve as câmeras da expedição, camas de acampamento, fogões primus e muitos outros dispositivos. Ele era universalmente popular e respeitado por seus colegas mais velhos por sua engenhosidade, companheirismo e trabalho árduo incansável.
A expedição fez duas tentativas frustradas no cume no início de junho, e o tempo restava para mais uma antes que a forte queda de neve que veio com a monção de verão tornasse a escalada muito perigosa. Essa última chance coube ao alpinista mais experiente da expedição, George Mallory. Para a surpresa de outros membros da expedição, Mallory escolheu o inexperiente Irvine, de 22 anos, acima do alpinista mais velho e experiente, Noel Odell. A proficiência de Irvine com o equipamento de oxigênio foi obviamente um fator importante na decisão de Mallory, mas algum debate ocorreu desde então sobre as razões precisas de sua escolha. 
Mallory e Irvine começaram sua subida em 6 de junho e, no final do dia seguinte, a dupla estabeleceu um acampamento final de dois homens a 8.168 m (26 800 pés), a partir do qual fez seu último empurrão no cume. Não se sabe a que horas partiram em 8 de junho, mas evidências circunstanciais sugerem que eles não tiveram o início suave e precoce que Mallory esperava 
Odell, que estava atuando em um papel coadjuvante, relatou vê-los às 12h50 – muito mais tarde do que o esperado – subindo o que ele acreditava ser o Segundo Degrau da crista nordeste e "indo fortemente para o topo", embora nos anos que se seguiram, exatamente qual dos Três Degraus Odell havia avistado a dupla escalando tornou-se extremamente controverso.
Se Mallory e Irvine chegaram à cúpula antes de morrerem tem sido objeto de debate. Ao saber do desaparecimento de Irvine e Mallory, um amigo da família escreveu: "Não se pode imaginar Sandy contente em flutuar placidamente em algum remanso tranquilo, ele era do tipo que deve lutar contra a corrente e, se necessário, descer espumando de corpo inteiro sobre o precipício".  Arnold Lunn, um dos amigos de Irvine, escreveu: "Irvine não viveu muito, mas viveu bem. Em sua curta vida, ele lotou uma medida transbordante de atividade que encontrou seu clímax em seu último ano maravilhoso, um ano durante o qual remou no barco vencedor de Oxford, explorou Spitsbergen, se apaixonou pelo esqui e, talvez, conquistou o Everest. Os ingleses gostam mais de viver bem do que de viver muito".